# US5
US5 er en popgruppe, hvis medlemmer stammer fra Tyskland, England og USA. Gruppen blev startet i 2005, på den tyske tv-kanal RTL II reality show, ” Big in America” (stor i Amerika), og debutere i juni samme år, hos Lou Pearlman’s Transcontinental label. US5 fik stor succes i hele det centrale Europa, med deres debut album ”Here We Go” (hit single ”Maria”) og en del andre hit singler der efter. De har solgt over 2.500.000 plader hvor hele verden.

## Historie
Efter at bandet blev skabt i foråret 2005, flyttede de til Tyskland for at udgive deres første single ”Maria”, som de fik en Guldplade for i USA, Singlen ”Maria” lå nummer 1 i Tyskland, og blev en stor succes i flere europæiske lande, den sommer. Derefter udgave de deres debut album i oktober 2005, hvor hvilket de modtog både en Guldplade og en Platinumplade for i Tyskland og Østrig. I 2006 gennemførte US5 deres tour i Tyskland, Østrig og Schweiz, hvor efter de rejste til England nogle måneder, for at promote deres album ” Here We Go” og udgive deres single ” Maria”, som smutte ind på top 40 listen som nummer 38. I efteråret 2006, kom deres andet album (In Control) på gaden. US5 fik kæmpe succes i øst Europa (Polen, Rusland, Tjekkiet), og de modtag en Guldplade, i Polen for begge albums. US5 var på en tour i Asien, en stor reklame tour i Japan, Taiwan og Thailand. I november 2007 er de atter på tour i Europa. 
I efteråret 2007 bestemte Mikel Johnson at forlade bandet US5, og han blev erstattet af den 15 år gammel Vincent Tomas.

## Medlemmer
- Christopher "Izzy" Gallegos
- Tariq "Jay" Khan
- Christopher Richard "Richie" Stringini
- Cayce Hamilton Clayton

### Tidligere medlemmer
- Christoph "Chris" Watrin (2005-2008)
- Michael "Mikel" Johnson (2005–2007)
- Vincent "Vince" Tomas (2007-2009)

## Diskografi

### Studiealbum
- 2005: Here We Go
- 2006: In Control
- 2007: In Control Reloaded

### Singler
| År   | Sang                                            | Hitliste position | Hitliste position | Hitliste position | Hitliste position | Hitliste position | Hitliste position    | Album                    |
| År   | Sang                                            | Tyskland          | Østrig            | Schweiz           | Storbritannien    | Polen             | Den Europæiske Union | Album                    |
| ---- | ----------------------------------------------- | ----------------- | ----------------- | ----------------- | ----------------- | ----------------- | -------------------- | ------------------------ |
| 2005 | "Maria"                                         | 1                 | 4                 | 8                 | 38                | 1                 | 9                    | Here We Go               |
| 2005 | "Just Because of You"                           | 3                 | 3                 | 8                 | –                 | 1                 | 14                   | Here We Go               |
| 2006 | "Come Back to Me Baby"                          | 3                 | 4                 | 4                 | –                 | 2                 | 9                    | Here We Go – New Edition |
| 2006 | "Mama"                                          | 4                 | 6                 | 18                | –                 | 4                 | 16                   | Here We Go – New Edition |
| 2006 | "In the Club"                                   | 2                 | 2                 | 15                | –                 | 1                 | 13                   | In Control               |
| 2007 | "One Night with You"                            | 2                 | 8                 | 38                | –                 | 5                 | 15                   | In Control               |
| 2007 | "Rhythm of Life (Shake It Down)"                | 4                 | 6                 | 25                | –                 | 1                 | 18                   | In Control – Reloaded    |
| 2007 | "Too Much Heaven" (ft. Robin Gibb fra Bee Gees) | 7                 | 26                | –                 | –                 |                   | 68                   | In Control – Reloaded    |

### Dvd'er
- 2005: US5 – The History
- 2006: Here We Go – Live & Private
- 2006: US5 – Live in Concert